# Sport i Nordamerika
I Nordamerika, särskilt USA och Kanada, skiljer sig sportkulturerna i mycket från övriga västvärlden. De stora publiksporterna i Nordamerika är basketboll, baseboll och amerikansk fotboll. Även ishockey är populärt, med ett regelsystem som i viss mån skiljer sig från det europeiska. Den europeiska ishockeyn brukar klassas som "mildare" och det sker inte lika många skador som det gör i Nordamerika.
Fotboll lockar inte lika stora publikskaror som i Europa och Latinamerika, men sporten är populär bland ungdomen och började växa i samband med att USA arrangerade Fotbolls-VM 1994 samt Dam-VM i fotboll 1999 och Dam-VM i fotboll 2003.
Några kuriositeter är rodeo och wrestling.